# Zancleano
| Periodo                                                                                   | Epoca       | Piano         | Età (Ma)    |
| ----------------------------------------------------------------------------------------- | ----------- | ------------- | ----------- |
| Quaternario                                                                               | Pleistocene | Gelasiano     | Più recente |
| Neogene                                                                                   | Pliocene    | Piacenziano   | 3,600       |
| Neogene                                                                                   | Pliocene    | Zancleano     | 5,333       |
| Neogene                                                                                   | Miocene     | Messiniano    | 7,246       |
| Neogene                                                                                   | Miocene     | Tortoniano    | 11,63       |
| Neogene                                                                                   | Miocene     | Serravalliano | 13,82       |
| Neogene                                                                                   | Miocene     | Langhiano     | 15,98       |
| Neogene                                                                                   | Miocene     | Burdigaliano  | 20,45       |
| Neogene                                                                                   | Miocene     | Aquitaniano   | 23,04       |
| Paleogene                                                                                 | Oligocene   | Chattiano     | Più antico  |
| Suddivisione del Neogene secondo la Commissione internazionale di stratigrafia dell'IUGS. |             |               |             |

Nella scala dei tempi geologici, lo Zancleano è il primo dei due piani in cui è suddiviso il Pliocene, (corrispondente al Pliocene inferiore o "basso Pliocene"), la seconda delle due epoche del Neogene. Questa unità cronostratigrafica si estende tra 5,333 e 3,6 milioni di anni fa, per una durata complessiva di 1,732 milioni di anni.
È preceduto dal Messiniano (ultimo piano del Miocene) e seguito dal Piacenziano.

## Etimologia
Il piano Zancleano fu introdotto da Giuseppe Seguenza nel 1868.
L'etimologia deriva da Zancle (in greco Ζάγκλη), l'originaria colonia greca fondata sul sito dell'odierna Messina in Sicilia (Britannica, 2007).

## Definizioni stratigrafiche e GSSP
Il limite inferiore dello Zancleano, nonché base del Pliocene, si trova al vertice della cronozona di polarità magnetica C3r, circa 100.000 anni prima della sub-cronozona normale C3n.4n di Thvera.

La base è vicina al livello di estinzione del nanoplancton Triquetrorhabdulus rugosus (base della biozona CN10b) nell'area mediterranea e in corrispondenza della comparsa del nanoplancton Ceratolithus acutus (5,37 Ma) nell'oceano Atlantico equatoriale. Al di fuori dell'area mediterranea si ha anche la scomparsa del Discoaster quinqueramus, datata a 5,537 Ma nella cronozona Cr3. Per quanto riguarda i foraminiferi, la fioritura del genere Sphaeroidinellopsis e la comparsa della Globorotalia margaritae sono significative solo a livello locale.
Il limite superiore dello Zancleano si trova alla base della cronozona C2An (base della cronozona di Gauss) e all'estinzione dei foraminiferi planctonici Globorotalia margaritae e Pulleniatina primalis.

### GSSP
Il GSSP, il profilo stratigrafico di riferimento della Commissione Internazionale di Stratigrafia, per il limite Messiniano-Zancleano si trova sulla costa siciliana presso Eraclea Minoa. Le sue coordinate sono: latitudine 37°23'30"N, longitudine 13°16'50"E.
L'affioramento, alto 30 metri e lungo 500 m, datato a 5,33 Ma, mette a contatto i calcari marnosi fossiliferi a foraminiferi e di colore bianco dello Zancleano (Formazione dei Trubi) con le sabbie argillose di colore marrone del Messiniano (Formazione dell'Arenazzolo) che rappresentano l'unità litostratigrafica più recente dei depositi evaporitici che costituiscono la Formazione gessoso-solfifera.

## Paleoantropologia
Ritrovamenti paleoantropologici in sedimenti di età zancleana ordinati dall'evento più antico a quello più recente. Le datazioni sono indicative e possono essere suscettibili di modifiche con il miglioramento delle conoscenze paleontologiche.
- 4,51 - 4,32 m.a. - datazione di Ardipithecus ramidus, i cui resti fossili sono stati scoperti nel sito di Asa Koma, nella valle del Medio Auasc, in Etiopia nel 1992-1993 (White, 1994).
- 4,2 - 4,1 m.a. - datazione dei fossili più antichi (Australopithecus anamensis) di ominidi bipedi appartenuti al genere Australopithecus (White et al., 2006; Borenstein, 2006).
- 3,9 - 2,9 (Zancleano-Piacenziano) m.a. - speciazione ed estinzione di Australopithecus afarensis, i cui fossili (tra cui la famosa "Lucy") sono stati scoperti nell'Afar e nel Medio Awash in Etiopia.